# Halvard Lange
Halvard Lange (Oslo, 16 settembre 1902 – 19 maggio 1970) è stato un politico norvegese.

## Biografia
A partire dal 1933 ebbe incarichi direttivi nel Partito dei lavoratori. Nel 1940, al momento dell'invasione tedesca della Norvegia, fu incarcerato dalla Gestapo e dal 1942 fino alla fine della guerra fu detenuto i un campo di concentramento tedesco.
Nel dopoguerra, dal 1946 fino al 1965, eccetto per un mese durante il governo di John Lyng, è stato ministro degli Esteri del governo norvegese. Assieme all'italiano Gaetano Martino e al canadese Lester B. Pearson è stato uno dei tre saggi chiamati dalla NATO per dare suggerimenti su come rafforzare la cooperazione non militare. Uno dei maggiori risultati fu la nascita del Programma scientifico della NATO.